# Harcourt (Eure)
Harcourt település Franciaországban, Eure megyében. Lakosainak száma 1076 fő (2022. január 1.). Harcourt Calleville, Brionne, La Haye-de-Calleville, La Neuville-du-Bosc, Thibouville és Nassandres sur Risle községekkel határos.

## Népesség
A település népességének változása:
| Lakosok száma | 933  | 934  | 957  | 908  | 980  | 1011 | 1068 | 1086 | 1096 | 1076 |
|               | 1968 | 1982 | 1990 | 2006 | 2013 | 2015 | 2017 | 2019 | 2020 | 2022 |